# Neumann Verlag
Der Neumann Verlag in Radebeul war ein DDR-Sachbuchverlag mit den Schwerpunkten Natur, Gartenbau, Landeskunde und Reisebeschreibungen.

## Vorgängerverlag
1872 gründete Julius Neumann (1844–1928), Schriftsetzer und Korrektor in der Königlichen Hofbuchdruckerei in Berlin, in Neudamm/Neumark, der heutigen polnischen Stadt Dębno in der Woiwodschaft Westpommern, einen eigenen Verlag. Nachdem zuerst nur eine Lokalzeitung herausgegeben wurde, begann der Verlag J. Neumann 1875 Bücher zu publizieren. 1883 kam die Deutsche Jägerzeitung hinzu, und das Unternehmen wurde zu einem führenden Verlag auf den Themengebieten Forstwirtschaft/Forstwissenschaft, Jagd, Fischerei und Naturkunde. Ab 1907 erschien die Zeitschrift Schuss und Waffe, die später über Druckbände verfügbar wurde.
1945 stellte der Verlag nach Tod oder Vertreibung seiner Inhaber und leitenden Angestellten sowie dem Verlust sämtlicher Betriebsmittel seine Tätigkeit ein. Bis dahin waren etwa 1100 Buchtitel und 16 Zeitschriften in Neudamm erschienen.

## Neumann Verlag Radebeul
Nach dem Zweiten Weltkrieg gründete im November 1945 der einzig überlebende Gesellschafter, Martin Schönbrodt-Rühl (1904–1965), den Neumann-Verlag im sächsischen Radebeul neu (Lizenz der SMAD am 25. Februar 1947). Als erstes erschien eine Broschüre für den Eigenanbau von Tabak sowie eine Neuauflage von Konrad Rubners Neudammer forstliches Lehrbuch, einer der wichtigsten Publikationen des alten Verlages. Im Jahr 1948 zog der Verlag von der Güterhofstraße 1 gegenüber dem Bahnhof Radebeul West in die Villa Dr.-Schmincke-Allee 19.
Der Neumann Verlag wurde 1958 dem SED-eigenen Urania Verlag angegliedert, konnte unter seinem Dach jedoch eigenständig weitergeführt werden. 1961 wurde eine Ratgeber-Reihe ins Leben gerufen, die in den folgenden Jahren mehrere hundert Titel umfassen sollte. 1964 musste der Verlag die landwirtschaftliche Fachliteratur an den Landwirtschaftsverlag abgeben und konzentrierte sich auf Freizeitliteratur für Gärtner, Kleintierhalter, Aquarianer, Ornithologen und Biologen. Erfolgsautoren dieser Zeit waren unter anderen der Staudenzüchter Karl Foerster, der Zoologe Wolfgang Ullrich, der Gärtner Christian Grunert sowie der Völkerkundler und Reiseschriftsteller Erich Wustmann. 1964 erschien erstmals Rat für jeden Gartentag von Franz Böhmig; mit 30 Auflagen bis 2018 vielleicht der erfolgreichste Titel der Verlagsgeschichte. Illustratoren des Verlags waren u. a. Hans-Jürgen Ehricht, Erik Mailick und Hans Preuße.
Nach dem Tod Martin Schönbrodt-Rühls 1965 übernahm seine Frau Herta Schönbrodt-Rühl die Verlagsleitung gemeinsam mit Georg Anders. Sie verkaufte den Neumann Verlag 1975 an den Urania Verlag. Damit trat Leipzig als zweiter Verlagsort neben Radebeul. In der Schlussphase der DDR beschäftigte Neumann noch 12 Mitarbeiter. Im Dezember 1990 verkaufte die neu gegründete Urania-Verlagsgesellschaft den Neumann Verlag an den Stuttgarter Verlag Eugen Ulmer. Der Verkauf stieß jedoch zunächst auf den Widerstand der Berliner Treuhandanstalt, weil keine Überprüfung durch die Unabhängige Kommission zur Überprüfung des Vermögens der Parteien und Massenorganisationen der DDR stattgefunden hatte. 1995 ging der Neumann Verlag ganz im Eugen Ulmer Verlag auf; zuletzt hatte nur noch die Redaktion der Reihe Kreatives Arbeiten bei Neumann gelegen.

### Verlagsprogramm: erste und letzte Titel
- Tabakanbau- und Tabakverwertungs-Gesellschaft Westsachsen-Döbeln (Bearb.): Die Praxis im Tabakanbau zum Selbstunterricht für Pflanzer. Radebeul 1946.
- Karl Müller: Kleiner Schweinehalter. Anleitung zur zweckmäßigen Haltung und Fütterung der Schweine in kleinen Haushaltungen. Radebeul 1947.
- Konrad Rubner: Neudammer forstliches Lehrbuch. Radebeul 1948.

…
- Mechthild Bläute/Friedrich-Karl Schembecker: Naturschutz im Garten. Neumanns Ratschläge. Radebeul 1994. ISBN 3-7402-0146-0
- Gerd Ulrich: Hobby-Winzer, Radebeul 1995. ISBN 3-7402-0153-3
- Helmut Stiehler/Joachim Saegebarth: Schwerin - Wismar. Nordwestmecklenburgisches Seen- und Küstenland. Radebeul 1995. ISBN 3-7402-0139-8

## Verlag J. Neumann-Neudamm
Auch in der britischen Besatzungszone betrieben ehemalige Mitarbeiter eine Neugründung. 1949 wurden der Verlag J.Neumann-Neudamm und die Zeitschrift Deutsche Jägerzeitung in Lüneburg lizenziert. Bereits im Jahr darauf wechselte der Sitz des Unternehmens ins hessische Melsungen.
Wie sein Pendant im sächsischen Radebeul spezialisierte sich der westdeutsche Verlag auf naturkundliche Belletristik. Beide Verlage tauschten Lizenzen aus und kooperierten bei gemeinsamen Auflagen. Großen Erfolg erzielten die Bestimmungsbücher von Gottfried Amann und Paul Richter über Flora, Fauna und Funga des Waldes. So erreichte allein das 1954 erstmals erschienene Bäume und Sträucher des Waldes laut Angaben des Verlages bislang eine Gesamtauflage von 500.000 Exemplaren; die 20. Auflage erschien im November 2011.